# Макс Пачіоретті
Макс Пачіоретті  (англ. Max Pacioretty, нар. 20 листопада 1988, Нью-Канаан, Коннектикут) — американський хокеїст, гравець клубу НХЛ «Монреаль Канадієнс». Гравець збірної команди США.

## Аматорський період

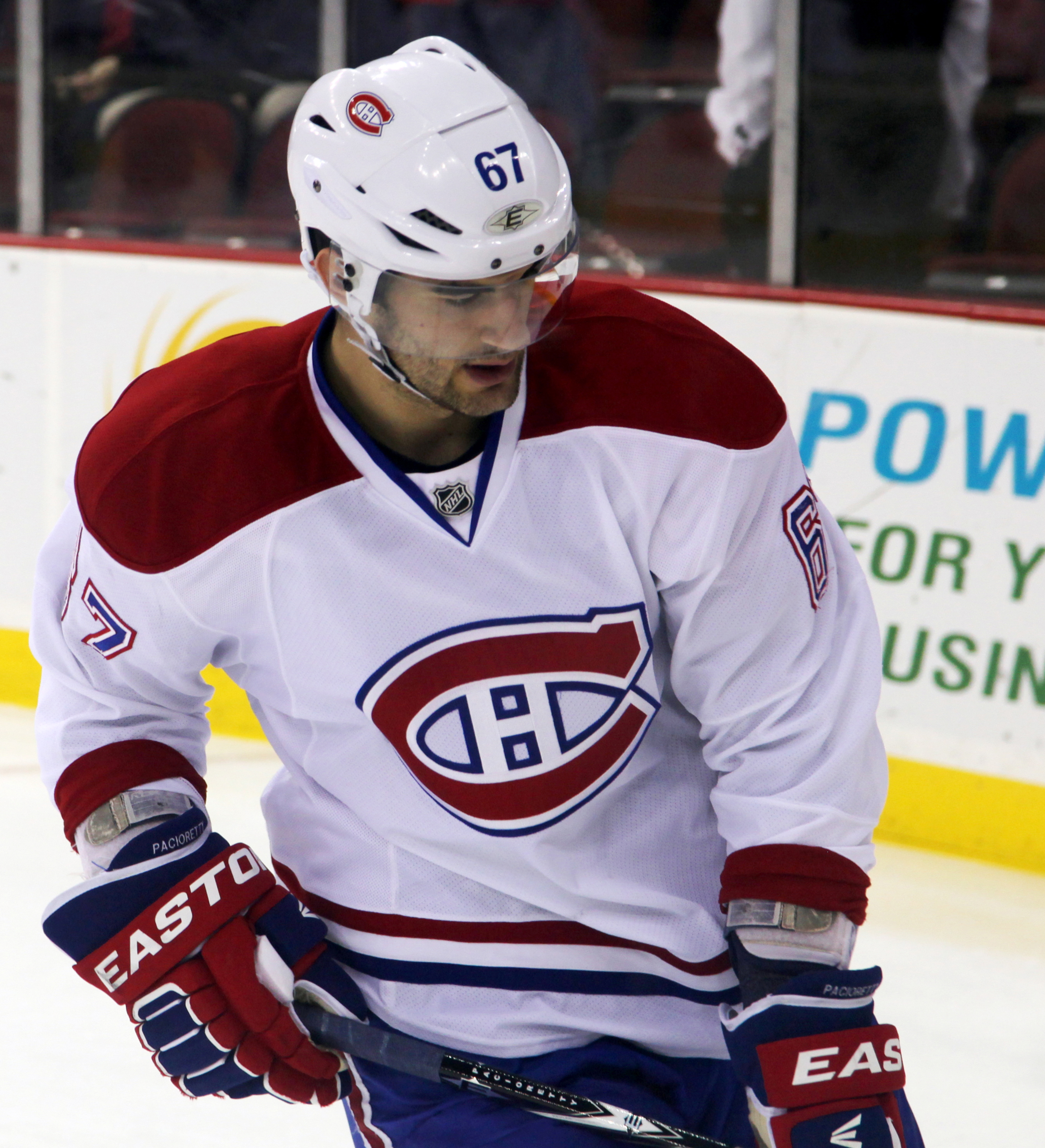
Макс Пачіоретті в 2012 році в футболці «Монреаль Канадієнс».

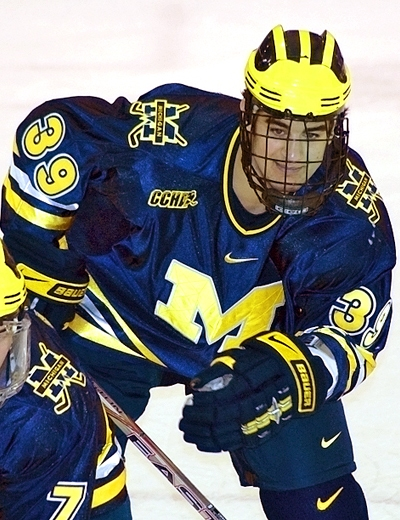
Макс Паіоретті під час виступів за «Мічиганський університет».

Пачіоретті виступав за хокейну команду вищої школи Нью-Канаан, в якій він лідирував за кількістю набраних балів серед інших учнів під час першого року навчання, після чого переїхав до Школи Тафта у Вотертоуні, Коннектикут. Після цього протягом одного сезону (2006/07 років) Макс на молодіжному рівні виступав у Хокейній лізі США за «Сіу-Сіті Маскетірс». 17 липня 2008 року він підписав свій перший контракт з Канадіенс терміном на 3 роки, відмовившись від того, щоб залишитися й виступати за Мічиганський університет.

## Професіональна кар'єра
2007 року був обраний на драфті НХЛ під 22-м загальним номером командою «Монреаль Канадієнс». А дебютував Макс у НХЛ в складі «Канадієнс» 2 січня 2009 року у програному поєдинку (1:4) проти «Нью-Джерсі Девілс», при чому гравець відзначився голом вже першим же кидком по воротах суперників у НХЛ. Після свого дебюту, Пачіоретті став першим гравцем у тривалій історії «Монреаля», який носив футболку з номером 67. Після початку сезону 2010/11 років, який він розпочав у складі «Гамілтон Баллдогс» в Американській хокейній лізі (AHL), фарм-клубі «Канадієнс», Пачіоретті вдруге був повернутий до НХЛ 12 грудня 2010 року.
Повернувшись до команди в сезоні 2011/12 років, Пачіоретті був лідером команди за кількістю набраних очок, завершивши сезон з рекордними для своєї кар'єри 33-ма голи та 32-ма гольовими передачами в 79 матчах, а також став володарем Меморіал Трофі Білл Мастертон за «спортивну наполегливість та відданість хокею». 9 лютого 2012 року відзначився першим хет-триком у кар'єрі гравця в поєдинку проти «Нью-Йорк Айлендерс».
12 серпня 2012 року Пачіоретті підписав шестирічний контракт на 27 мільйонів доларів з «Канадієнс». У вересні 2012 року, внаслідок майбутнього локауту НХЛ, він підписав контракт до завершення сезону командою з швейцарської Національної ліги A «Амбрі-Піотта».
6 лютого 2014 року Макс став першим гравцем «Канадієнс», який виконав два пенальті в одній грі у ворота «Ванкувер Канакс» та їх голкіпера Роберто Луонго, а також став лише другим зокеїстом в історії НХЛ, який виконав два пенальті протягом одного й того ж періоду. Це були його другий і третій пенальті в НХЛ, а свій перший Макс виконав сезоном раніше, 12 жовтня 2013 року, і за збігом обставин це був також поєдинок проти «Кануксів» та Луонго. Пачіоретті схибив у всіх трьох кидках, але навіть цей факт не завадив йому 6 лютого оформити хет-трик.
15 вересня 2014 року Пачіоретті був обраний одним з кандидатів на роль капітана «Канадієнс», разом з Пі-Кей Суббаном, Томашем Плеканецем та Андрієм Марковим.
18 вересня 2015 року команда провела голосування, за підсумком якого Пачіоретті став 29-им в історії капітаном «Канадієнс» після того, як у сезоні 2014/15 років у команді не було капітана в в'язку з від'їздом Браєна Джіонти.

## Інцидент з Харою
8 березня 2011 року Пачіоретті отримав траму від захисника «Бостон Брюїнс» Здено Хари. Сила та місце удару призвели до того, що Макс з величезною силою зіткнувся з кутком лави. Його винесли з майданчика на ношах після того як Пачіоретті протягом декількох хвилин пролежав на льоді нерухомо. Наступного дня у Макса було діагностовано перелом до 4-го шийного хребця (С4) та сильний струс мозку. Один з гравців «Брюїнс», Марк Реккі, поставив під сумнів серйозність струсу мозку під час свого інтерв'ю, заявивши, що Пачіоретті перебував у кінотеатрі через чотири дні після інциденту. За завдавання удару, Хара отримав п'ятихвилинне вилучення та одноматчеву дискваліфікацію, а після перегляду відеоповтору керівництво НХЛ вирішило, що не є доцільним застосовувати ще будь-які штрафні санкції. Тим не менше, Поліція міста Монреаль анонсувала відкриття кримінального провадження щодо цього інциденту. Окрім цього, Air Canada погрожував відмовитися від фінансової підтримки, якщо НХЛ не вживатиме жодних заходів для запобігання подальшому насильству на льоду. Пачіоретті все ж зумів відновитися напередодні старту сезону 2011/12 років.
Зі своєї сторони Пачіоретті не міг згадати про інцидент, але, побачивши стрічку, сказав, що він "розгніваний", що не було ні штрафу, ні призупинення. Близько двох місяців потому заявив, що на його думку, Хара шкодує про свої дії і він пробачив йому.

## Кар'єра в збірній
У 2008 році Макс Пачіоретті в складі молодіжної збірної США брав участь у молодіжному чемпіонаті світу, який проходив у Чехії. У 2012 році хокеїст в складі головної національної збірної брав участь у чемпіонаті світу, з 12 (2 + 10) очками став найкращим бомбардиром команди.

## Особисте життя
Пачіоретті — зведений брат колишнього гравця НХЛ Максима Афіногенова. У липні 2011 року Пачіоретті одружився з сестрою Максима, Катею.
Бабуся Макса по батьку, Тереза Пачіоретті (до шлюбу Савойя) є франко-канадійкою з Монреаля. Мати Пачіоретті має мексиканське коріння. Макс виріс у Мексиці, вона не вміла кататися на ковзанах, але, з огляду на дуже високу енергію Пачіоретті в дитинстві, взяла його на каток, щоб направити його енергію будь-куди.

## Статистика

### Клубні виступи
| Сезон        | Клуб                   | Ліга         | Регулярний сезон | Регулярний сезон | Регулярний сезон | Регулярний сезон | Регулярний сезон | Плей-оф | Плей-оф | Плей-оф | Плей-оф | Плей-оф |
| Сезон        | Клуб                   | Ліга         | І                | Г                | П                | О                | ШХ               | І       | Г       | П       | О       | ШХ      |
| ------------ | ---------------------- | ------------ | ---------------- | ---------------- | ---------------- | ---------------- | ---------------- | ------- | ------- | ------- | ------- | ------- |
| 2006–07      | «Сіу-Сіті Маскетірс»   | УСХЛ         | 60               | 21               | 42               | 63               | 119              | 7       | 4       | 6       | 10      | 10      |
| 2007–08      | «Університет Мічигану» | ККХА         | 36               | 15               | 23               | 38               | 59               | —       | —       | —       | —       | —       |
| 2008–09      | «Гамільтон Булльдогс»  | АХЛ          | 37               | 6                | 23               | 29               | 43               | —       | —       | —       | —       | —       |
| 2008–09      | «Монреаль Канадієнс»   | НХЛ          | 34               | 3                | 8                | 11               | 27               | —       | —       | —       | —       | —       |
| 2009–10      | «Монреаль Канадієнс»   | НХЛ          | 52               | 3                | 11               | 14               | 20               | —       | —       | —       | —       | —       |
| 2009–10      | «Гамільтон Булльдогс»  | АХЛ          | 18               | 2                | 9                | 11               | 10               | 5       | 1       | 0       | 1       | 2       |
| 2010–11      | «Гамільтон Булльдогс»  | АХЛ          | 27               | 17               | 15               | 32               | 20               | —       | —       | —       | —       | —       |
| 2010–11      | «Монреаль Канадієнс»   | НХЛ          | 37               | 14               | 10               | 24               | 39               | —       | —       | —       | —       | —       |
| 2011–12      | «Монреаль Канадієнс»   | НХЛ          | 79               | 33               | 32               | 65               | 56               | —       | —       | —       | —       | —       |
| 2012–13      | «Амбрі-Піотта»         | НЛА          | 5                | 1                | 0                | 1                | 4                | —       | —       | —       | —       | —       |
| 2012–13      | «Монреаль Канадієнс»   | НХЛ          | 44               | 15               | 24               | 39               | 28               | 4       | 0       | 0       | 0       | 4       |
| 2013–14      | «Монреаль Канадієнс»   | НХЛ          | 73               | 39               | 21               | 60               | 35               | 17      | 5       | 6       | 11      | 8       |
| 2014–15      | «Монреаль Канадієнс»   | НХЛ          | 80               | 37               | 30               | 67               | 32               | 11      | 5       | 2       | 7       | 16      |
| 2015–16      | «Монреаль Канадієнс»   | НХЛ          | 82               | 30               | 34               | 64               | 34               | —       | —       | —       | —       | —       |
| 2016–17      | «Монреаль Канадієнс»   | НХЛ          | 81               | 35               | 32               | 67               | 38               | 6       | 0       | 1       | 1       | 7       |
| Усього в НХЛ | Усього в НХЛ           | Усього в НХЛ | 562              | 209              | 202              | 411              | 309              | 38      | 10      | 9       | 19      | 35      |

### Збірна
| Рік                | Команда            | Турнір             | Місце              | І  | Г | П  | О  | ШХ |
| ------------------ | ------------------ | ------------------ | ------------------ | -- | - | -- | -- | -- |
| 2008               | США                | МЧС                | 4-е                | 6  | 0 | 0  | 0  | 8  |
| 2012               | США                | ЧС                 | 7-е                | 8  | 2 | 10 | 12 | 4  |
| 2014               | США                | ОІ                 | 4-е                | 5  | 0 | 1  | 1  | 4  |
| 2016               | США                | КС                 | 7-е                | 3  | 0 | 0  | 0  | 2  |
| Молодіжна збірна   | Молодіжна збірна   | Молодіжна збірна   | Молодіжна збірна   | 6  | 0 | 0  | 0  | 8  |
| Національна збірна | Національна збірна | Національна збірна | Національна збірна | 16 | 2 | 11 | 13 | 10 |